# Schiller International University
Schiller International University es una universidad privada, fundada en 1964 por Dr. Walter Leibrecht en Kleiningersheim, con sede en Tampa (Florida), y campus en Madrid, París y Heidelberg. 
Marta Muñiz Ferrer es la CEO Presidente de Schiller International University desde marzo de 2020. Es doctora en Ciencias Económicas y Empresariales por la Universidad Pontificia Comillas, donde se licenció en Administración y Dirección de Empresa. Tiene un postgrado en Management Research por el Real Colegio de la Complutense en Harvard (Cambridge, USA) y ha participado en el programa Developing Women Leaders de UCLA Anderson Executive Education (University of California Los Angeles, USA) y en el programa de desarrollo de directivas como miembros de Consejos de Administración Women to Watch (W2W) de PwC. 
Marta Muñiz desarrolló su primera etapa profesional en consultoría y banca de inversión, ocupando cargos de responsabilidad en asesoramiento en estrategia empresarial, desarrollo de negocio y M&A en Accenture y AB Asesores Morgan Stanley. Cofundadora en 1999 de uno de los primeros comparadores de productos financieros en internet, ha seguido participando en proyectos de innovación y transformación digital. Siempre vinculada al ámbito académico, impartiendo clases de Estrategia Empresarial, Emprendimiento y Cross Cultural Management en ICADE, Deusto y Stratchclyde (UK), tanto en grado como en programas de postgrado y executive education, en 2009 inicia su carrera en gestión académica asumiendo la creación y dirección de la Cátedra de Internacionalización Empresarial, Diversidad y Desarrollo Profesional de la Universidad Pontificia Comillas. En 2014 es nombrada directora general de ICADE Business School y en 2016 se une al proyecto de Universidad Europea, Laureate International Universities, donde ha sido Decana de la Facultad de Ciencias Sociales y de la Comunicación de la Universidad Europea, Directora de la Escuela de Business & TECH con IBM y directora general del Centro de Estudios Garrigues.   

## Historia
Schiller International University cuenta con 60 años de experiencia educativa orientada a fomentar el entendimiento internacional. Hasta 2010 SIU perteneció a la familia fundadora, año en que fue adquirida por el grupo Palmer, que vio en Schiller International University, con tres campus en Europa y una en Estados Unidos, el tipo de universidad que respondía a su filosofía de formar personas capaces de desarrollar con éxito una carrera internacional, necesidad que no consideraba bien cubierta a nivel mundial. Russell Palmer, a su vez, ha impregnado de flexibilidad sus programas de estudios para alejarlos de rígidas estructuras académicas. En 2020, Schiller fue comprada por un grupo de inversores españoles, y en noviembre de 2023, la empresa Global Education Holdings, con sede en el Reino Unido, adquirió Schiller para incorporarla a su cartera de instituciones educativas y expandir su presencia global.
El nombre de la universidad rinde homenaje a Friedrich Schiller (1759 - 1805) filósofo, poeta y dramaturgo alemán cuya obra se basa en la educación multilingüe en el mundo, la ética y la idea de libertad y tolerancia entre las naciones.
El primer campus de SIU fue fundado en 1964 por el teólogo Walter Leibrecht en el castillo medieval de Ingersheim (Alemania) con el objetivo de proporcionar a los estudiantes estadounidenses una experiencia educativa en Europa. Después, este concepto evolucionó incluyendo a estudiantes de todo el mundo en busca de un programa de estudios norteamericanos que pudiera desarrollarse en un entorno internacional.
Leibrecht nació en Alemania en 1927. Se matriculó en 1945 en la Universidad de Erlangen-Nuremburg y más tarde en la Universidad de Heidelberg. Fue seleccionado para estudiar en el extranjero durante un trimestre después de la guerra, primero en la Universidad de Zúrich (Suiza) y después en la Universidad de Chicago. Posteriormente, fue profesor y consejero de estudiantes en las universidades de Northwestern y Chicago.
Tras el éxito del primer campus de Schiller International University, se abrieron dos campus más en Alemania y, siguiendo su visión internacional, inauguró nuevos campus en París, Madrid, Londres y Suiza. Actualmente, Schiller cuenta con 4 campus en Tampa (Florida, Estados Unidos), Madrid (España), París (Francia) y Heidelberg (Alemania).

## Campus de Madrid
El campus de SIU Madrid está en el Paseo de Recoletos, desde febrero de 2023. El campus se encuentra ubicado en un edificio señorial de finales del siglo XIX, frente a la Biblioteca Nacional, en el corazón del distrito cultural, social y de negocios de Madrid.  
El campus está rodeado de numerosos restaurantes locales e internacionales, y a poca distancia de la Puerta de Alcalá, el Parque del Retiro y el Paseo del Prado, proporcionando una experiencia cultural de aprendizaje inmersiva desde el primer momento. 
Fácilmente accesible en autobús, metro y tren de cercanías, sus más de 3 000 metros cuadrados ofrecen modernos espacios de aprendizaje adaptados a la metodología experiencial de Schiller y a la tecnología educativa digital, una amplia y luminosa biblioteca, áreas de estudio y trabajo colaborativo y una zona de estudiantes con opciones de restauración donde los alumnos pueden relajarse y comer algo entre clase y clase. 
Carmen Alba es la directora del Campus de Madrid desde octubre de 2022. Se incorporó a Schiller International University en mayo de 2021 como Global Academic Chair for Business and Economics y Directora Académica del Schiller Institute of Business Technology in partnership with IBM.  Es doctora en Comunicación por la UCJC, LLM in Commercial Law por la Universidad de Bristol (Reino Unido), Máster en Gestión y Dirección de Marketing por la UCJC y Licenciada en Derecho por la Universidad Autónoma de Madrid. Ha desarrollado su actividad profesional en el área de la estrategia y la internacionalización empresarial: primero en la Administración Pública (Oficina Comercial de la Embajada de España en Nueva York, EEUU) y más adelante en pymes y multinacionales como Bureau Veritas. Durante años ha combinado la docencia en diversas Universidades y Escuela de Negocios con la actividad de consultoría especializada en estrategia empresarial realizando proyectos de consultoría y formación In Company en grandes empresas, Administración Pública y pymes de sectores diversos, así como desarrollando planes de negocio, planes de internacionalización y mentoría de emprendimiento. Ha ocupado distintos puestos de gestión académica en distintas instituciones educativas antes de su incorporación a Schiller International University.

## Titulaciones Académicas
Schiller International University ofrece cursos basados en competencias para estudiantes en los campos: Relaciones Internacionales y Diplomacia, Negocios, Tecnología y Datos, Sostenibilidad y Gestión del Turismo y la Hostelería. 
Los estudiantes pueden elegir entre una variedad de cursos dentro de estos campos, que incluyen, entre otros, Política Medioambiental Global, Gestión Intercultural, Contabilidad Financiera, Marketing Digital, Ciencia de Datos, Desarrollo Sostenible, Turismo Sostenible, Cuestiones Globales en Hostelería y Turismo, y muchos otros. 

## Doble Titulación
Los estudiantes de Schiller International University cuentan desde 2015 con la posibilidad de obtener dos títulos oficiales, uno válido en Estados Unidos y otro en los 45 países del Espacio Europeo de Educación Superior y la Commonwealth. Independientemente del campus en el que comiencen sus estudios -Madrid, París, Heidelberg o Florida- los estudiantes pueden optar a obtener su título por la Universidad de Roehampton, gracias al Acuerdo de Validación firmado entre ambas instituciones.
Schiller International University está acreditada en Estados Unidos por la Accrediting Commission of Career Schools and Colleges (ACCS) desde mayo de 2023. 

### La Universidad de Roehampton
La Universidad de Roehampton, con la que Schiller tiene un acuerdo de colaboración, cuenta con más de 8 500 estudiantes de más de 140 nacionalidades y está ubicada a 20 minutos del centro de Londres. Sus orígenes se remontan a mediados del siglo XIX, con el establecimiento de cuatro institutos de formación de profesores que en 1975 se unieron para crear el Instituto de Roehampton, reconocido como universidad a mediados de la década de los ochenta. Estos institutos fueron los primeros en el país en admitir a mujeres como alumnas.